# Giordano Riccati
Giordano Riccati   (Castelfranco Veneto, 25 de febrer de 1709 - Treviso, 20 de juliol de 1790) va ser un matemàtic, arquitecte i teòric musical italià.

## Vida i obra
Giordano Riccati va ser el cinquè fill de Jacopo Francesco Riccati i germà de Vincenzo Riccati; va ser educat pel seu pare, abans de continuar els seus estudis a la universitat de Pàdua, on va fer classes d'hidràulica, literatura, filosofia i dibuix i va fer amistat amb Ramiro Rampinelli.
Va viure al palau familiar de Treviso des d'on va mantenir una activa correspondència matemàtica, sobre tot amb Rampinelli i amb Maria Gaetana Agnesi.
L'obra de Giordano Riccati va ser entres àmbits diferents: les matemàtiques, l'arquitectura i la teoria musical. En aquests dos darrers camps, va insistir en la claredat, el rigor i el mètode necessaris, que només por ser incorporat amb les matemàtiques.

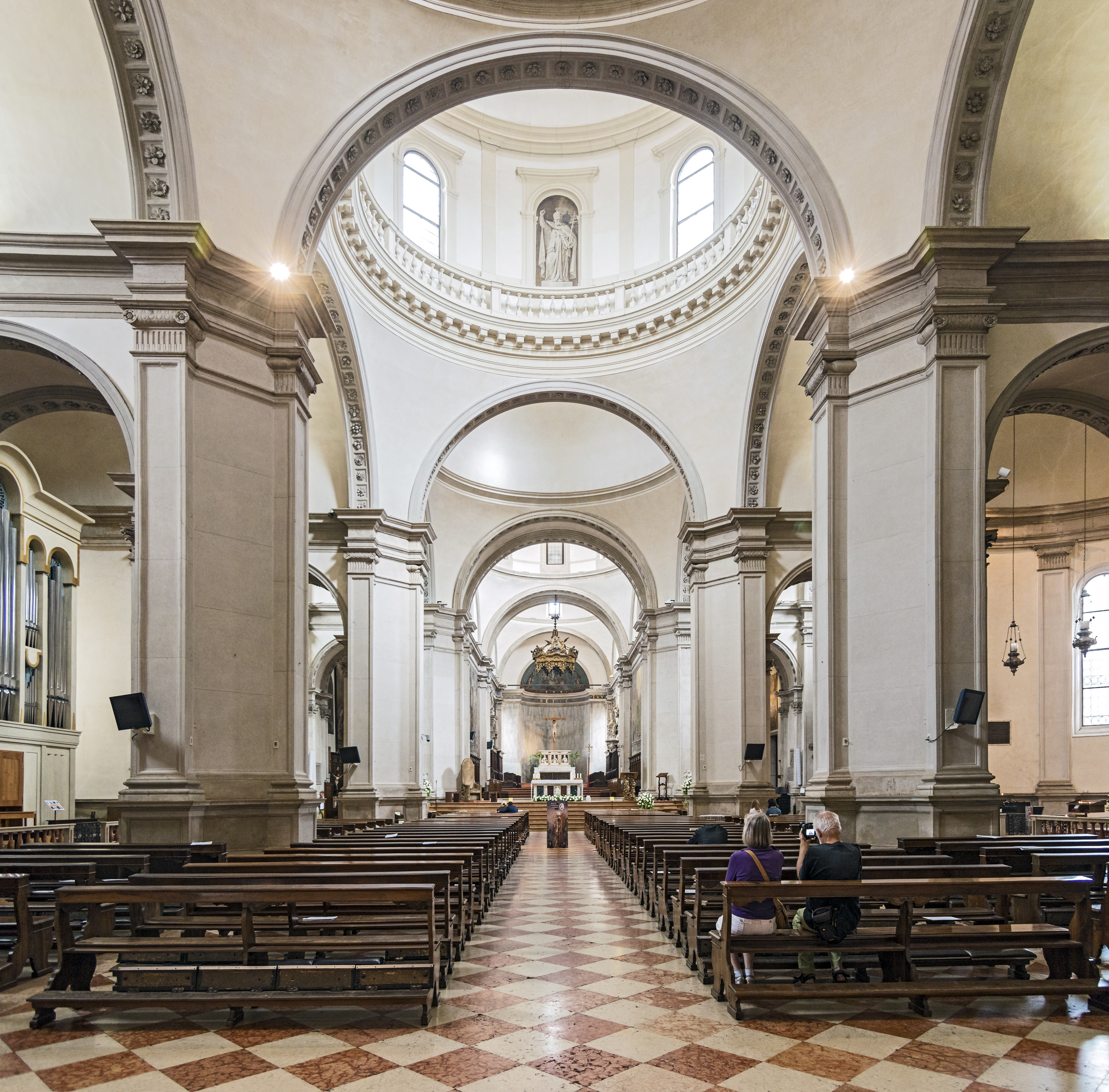
Interior de la catedral de Treviso, dissenyat per Giordano Riccati.

Com arquitecte va dissenyar o remodelar diverses esglésies del Veneto, entre elles la pròpia catedral de Treviso, i va construir diversos teatres. La seva obra teòrica més notable en aquest camp va ser la seva Carta a Roberto Zuccareda, en la qual defensa una aproximació racional (matemàtica) en la concepció i realització de les obres artístiques.

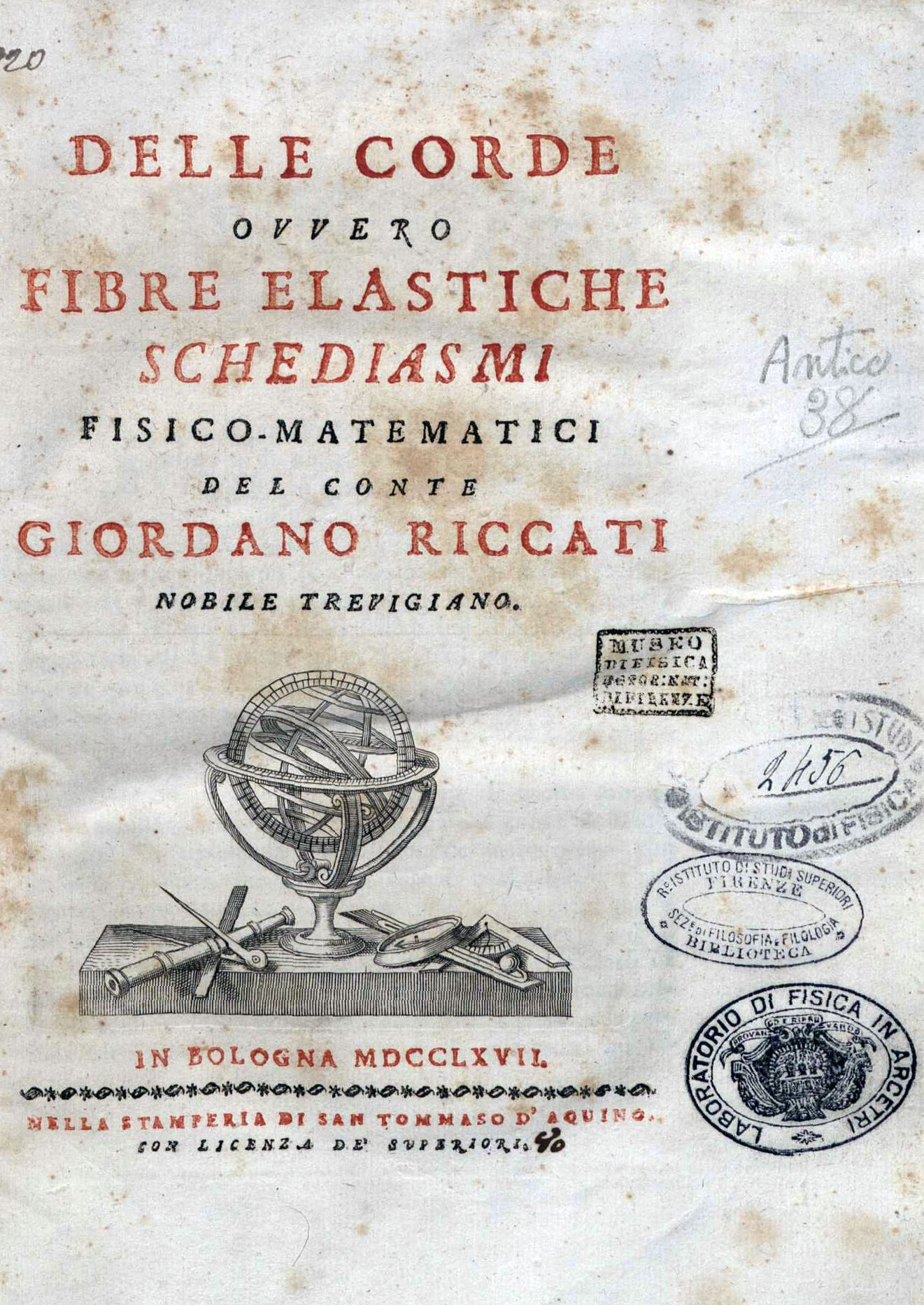
Delle Corde, primera edició de 1767.

En el camp de la música fa el mateix i això el porta a estudiar les cordes i els tubs. Així va arribar a fer una de les primeres quantificacions de l'elasticitat. També son notables els seus llibres sobre el contrapunt.